# Stokowa (skała)

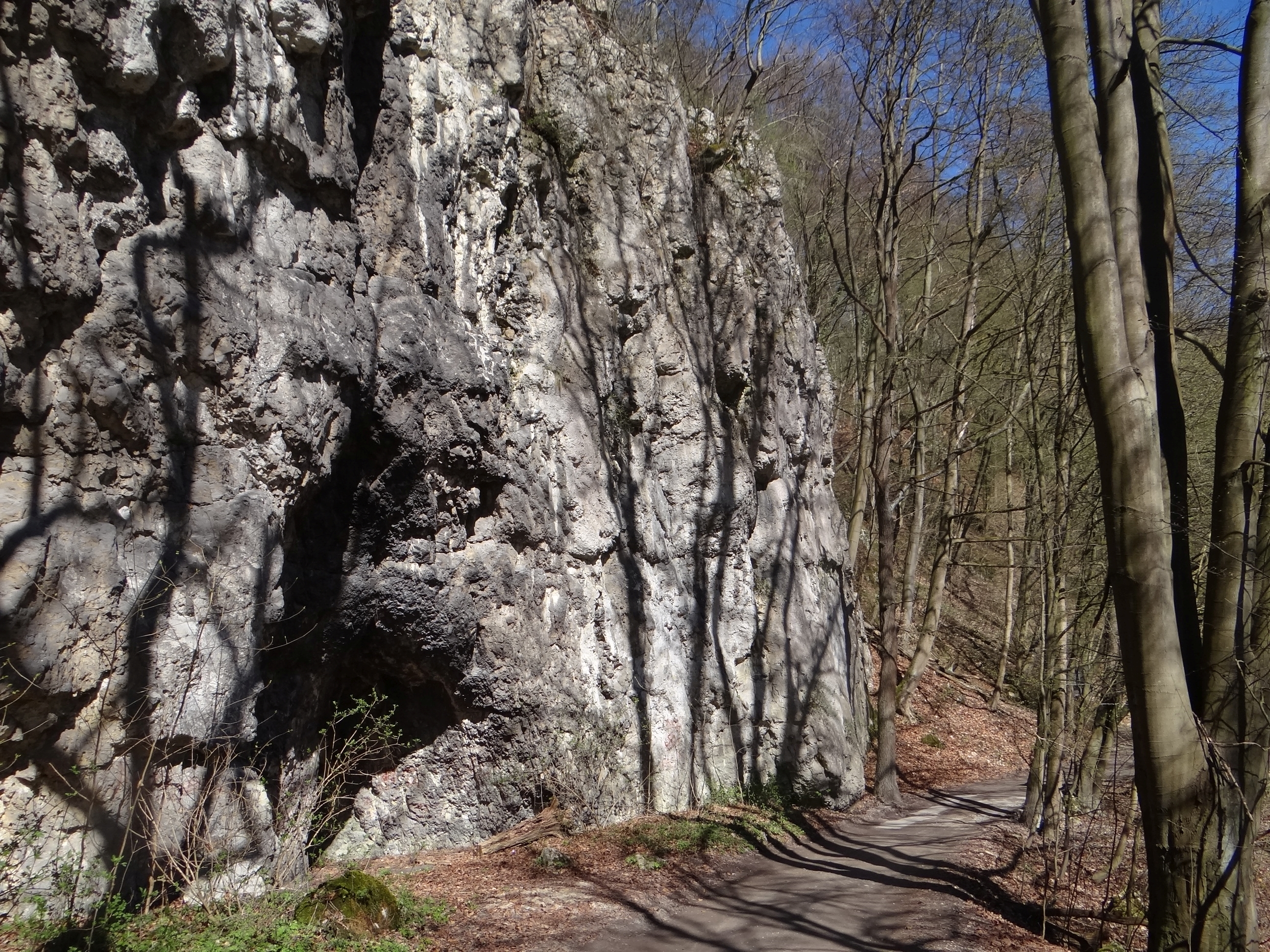
Skała Stokowa ze schroniskiem

Stokowa, Stokowa Skała – skała w Ojcowskim Parku Narodowym. Znajduje się na prawym zboczu Doliny Prądnika, tuż przed wylotem wąwozu Stodoliska, a naprzeciwko skały Wieża na lewym brzegu Prądnika. 
Skała Stokowa zbudowana jest z wapieni i ma zwietrzałe i okopcone ściany. Opada pionową ścianą bezpośrednio na pobocze wąskiej, asfaltowej szosy biegnącej doliną Prądnika. Od strony szosy znajduje się w niej duża wnęka – schronisko. Jego namulisko było przez archeologa S.J. Czarnowskiego przekopywane w latach 1900-1901. Znalazł w nim nieliczne kości zwierzęce, ubogą ceramikę i wyroby z krzemienia. 
Naprzeciwko skały Stokowej, po drugiej stronie drogi wypływa Źródło w Prądniku Korzkiewskim. Szosą pomiędzy skałą Stokową i źródłem biegnie Szlak Orlich Gniazd i droga rowerowa.